# Fictonoba carnosa
Fictonoba carnosa is een slakkensoort uit de familie van de Barleeiidae. De wetenschappelijke naam van de soort is voor het eerst geldig gepubliceerd in 1905 door Webster.